# Comuna Groși, Maramureș
Groși (în maghiară: Tőkésbánya, în germană: Thuckesburg) este o comună în județul Maramureș, Transilvania, România, formată din satele Groși (reședința), Ocoliș și Satu Nou de Jos.

## Demografie
Componența etnică a comunei Groși
     Români (90,74%)
     Maghiari (1,37%)
     Alte etnii (0,44%)
     Necunoscută (7,44%)
Componența confesională a comunei Groși
     Ortodocși (80,39%)
     Martori ai lui Iehova (3,76%)
     Romano-catolici (1,9%)
     Penticostali (1,59%)
     Greco-catolici (1,48%)
     Alte religii (2,53%)
     Necunoscută (8,35%)
Conform recensământului efectuat în 2021, populația comunei Groși se ridică la 3.641 de locuitori, în creștere față de recensământul anterior din 2011, când fuseseră înregistrați 2.857 de locuitori. Majoritatea locuitorilor sunt români (90,74%), cu o minoritate de maghiari (1,37%), iar pentru 7,44% nu se cunoaște apartenența etnică. Din punct de vedere confesional, majoritatea locuitorilor sunt ortodocși (80,39%), cu minorități de martori ai lui Iehova (3,76%), romano-catolici (1,9%), penticostali (1,59%) și greco-catolici (1,48%), iar pentru 8,35% nu se cunoaște apartenența confesională.

## Politică și administrație
Comuna Groși este administrată de un primar și un consiliu local compus din 13 consilieri. Primarul, Florin-Daniel Boltea[*], de la Partidul Național Liberal, este în funcție din 2016. Începând cu alegerile locale din 2024, consiliul local are următoarea componență pe partide politice:
|  | Partid                          | Consilieri | Componența Consiliului | Componența Consiliului | Componența Consiliului | Componența Consiliului | Componența Consiliului | Componența Consiliului | Componența Consiliului | Componența Consiliului |
|  | ------------------------------- | ---------- | ---------------------- | ---------------------- | ---------------------- | ---------------------- | ---------------------- | ---------------------- | ---------------------- | ---------------------- |
|  | Partidul Național Liberal       | 8          |                        |                        |                        |                        |                        |                        |                        |                        |
|  | Partidul Social Democrat        | 3          |                        |                        |                        |                        |                        |                        |                        |                        |
|  | Uniunea Salvați România         | 1          |                        |                        |                        |                        |                        |                        |                        |                        |
|  | Alianța pentru Unirea Românilor | 1          |                        |                        |                        |                        |                        |                        |                        |                        |